# 貓兒錠
貓兒錠，是台灣新竹縣竹北市的一個傳統地域名稱，位於該市西北部。相較於今日行政區，其範圍大致包括大義里、尚義里、崇義里。
相傳當地開井時，從井底挖到一柄由「貓兒木」製成的古船碇，「貓兒碇」的稱呼因此傳開。貓兒錠是原竹北鄉內地名，沿鳳山溪北岸至鳳山南面一帶統名。東起大眉村，西至海邊山腳、羊寮港皆屬之。鳳山丘陵地西延至海處，名叫鳳鼻尾。今有西濱公路自南寮北通至新豐紅毛港。
貓兒錠的「兒」字一般文讀音[jî] 错误：{{Lang}}：無法辨識語言標籤 zh-min-nan（帮助），古音（白話）讀[â] 错误：{{Lang}}：無法辨識語言標籤 zh-min-nan（帮助）。

## 歷史
台灣清治末期至日治前期，貓兒錠地區為一街庄，稱為貓兒錠庄，隸屬於竹北二堡。該庄北與坑仔口庄為鄰，東與大眉庄為鄰，南邊隔鳳山溪與蔴園庄、白地粉庄、舊港庄相望，西臨台灣海峽。
1901年（日治明治三十四年）11月，全台廢縣廳改設二十廳，該庄隸屬於新竹廳。1909年（明治四十二年）10月，合併二十廳為十二廳，該庄隸屬不變。1920年（大正九年），廢十二廳改設五州二廳，該庄改制為「貓兒錠」大字，隸屬於新竹州新竹郡舊港庄，大字下有「後面」、「山腳」、「拔子窟」小字名。1941年（昭和十六年），舊港庄與六家庄合併成立竹北庄，本地區改隸之。
戰後竹北庄改制為竹北鄉，隸屬於新竹縣，大字亦改制為村。1950年桃、竹、苗分治，本地區隸屬不變。1988年，竹北鄉升格為竹北市，村亦改制為里。因人口增加，本地區已拆分為多個里。

## 交通
省道台15線是關渡至香山的幹道，大致以北北東—南南西走向轉東北—西南走向經過貓兒錠地區西部，向北北東轉東北可前往紅毛港、崁頭厝、觀音等地，向西南可前往舊港、十塊寮、楊寮並止於浸水橋，續行為省道台61線（西部濱海快速公路）獨行路段。省道台15線在本地區路段與省道台61線共線。
鄉道竹4線（鳳岡路五段、三段～二段）是山腳至大眉的道路，其西側端點位於本地區西北部山腳聚落的鄉道竹73線路口。由此向西南經省道台15線／台61線後轉向南，其後轉東蜿蜒而行可前大眉並止於台1線路口。
鄉道竹73線（蓮花路、鳳岡路三段、長青路二段）是羊寮港至舊港的道路，其北側端點位於本地區西北部羊寮港聚落的省道台15線／台61線路口。由此向南南東轉東南再轉南南西經鳳岡大橋後，可前往白地粉、新庄子、舊港並止於舊港大橋，續行為新竹市北區的市區道路（富美路）。

## 學校
- 鳳岡國中
- 鳳岡國小